# York City F.C.
York City Football Club là một câu lạc bộ bóng đá Anh có trụ sở ở York, Bắc Yorkshire. Câu lạc bộ này tham gia Football League Two, hàng thứ tư của bóng đá Anh. Được thành lập năm 1922, họ đã gia nhập The Football League năm 1929, và đã trải qua phần lớn lịch sử của mình ở các hạng thấp hơn. Câu lạc bộ này trong một thời gian ngắn đã vươn lên hạng hai của bóng đá Anh, trải qua hai mùa giải ở Second Division vào thập niên 1970. Cuối mùa giải 2003–04 câu lạc bộ này đã đánh mất tư cách Liên đoàn khi họ bị loại bỏ khỏi Third Division, và kể từ đó vẫn nằm ở Conference.
Câu lạc bộ York đã giành được thành công trong các cuộc thi đấu nhiều hơn là trong liên đoàn với các thành tích như có mặt ở vòng bán kết FA Cup năm 1955. Trong Coca-Cola Cup 1995–96, York đã đánh bại Manchester United với tỷ số 3–0 tại Old Trafford; Manchester United tiếp tục giành được cú ăn đôi FA Cup và Premiership mùa giải đó.
York chơi tại sân nhà KitKat Crescent ở York. Sân vận động này trước đây được gọi là Bootham Crescent, nhưng đã được đặt tên lại là KitKat Crescent như một phần của thỏa thuận tài trợ với Nestlé, công ty có nhà máy bánh kẹo trước đây có tên Rowntrees, là một trong những đơn vị sử dụng lao động nhiều nhất của thành phố này.

## Cầu thủ
Tính đến 28 tháng 11 năm 2015.

### Đội hình hiện tại
| No. | Position | Player                                                                 | Nationality        |
| --- | -------- | ---------------------------------------------------------------------- | ------------------ |
| 1   | Thủ môn  | Scott Flinders                                                         | Anh                |
| 2   | Hậu vệ   | Marvin McCoy                                                           | Antigua và Barbuda |
| 3   | Hậu vệ   | Femi Ilesanmi                                                          | Anh                |
| 4   | Tiền vệ  | James Berrett                                                          | Ireland            |
| 5   | Hậu vệ   | John McCombe                                                           | Anh                |
| 6   | Hậu vệ   | Eddie Nolan                                                            | Ireland            |
| 7   | Tiền vệ  | Michael Coulson                                                        | Anh                |
| 8   | Tiền vệ  | Luke Summerfield                                                       | Anh                |
| 9   | Tiền đạo | Vadaine Oliver                                                         | Anh                |
| 10  | Tiền vệ  | Russell Penn (captain)                                                 | Anh                |
| 11  | Tiền vệ  | Josh Carson                                                            | Bắc Ireland        |
| 13  | Tiền vệ  | Anthony Straker                                                        | Grenada            |
| 14  | Hậu vệ   | George Swan                                                            | Anh                |
| 15  | Hậu vệ   | Keith Lowe                                                             | Anh                |
| 16  | Hậu vệ   | Dave Winfield                                                          | Anh                |
| 17  | Hậu vệ   | Taron Hare                                                             | Anh                |
| 18  | Tiền vệ  | Tom Platt                                                              | Anh                |
| 19  | Tiền đạo | Jake Hyde                                                              | Anh                |
| 21  | Tiền đạo | Ben Hirst                                                              | Anh                |
| 22  | Tiền đạo | Reece Thompson                                                         | Anh                |
| 24  | Thủ môn  | Michael Ingham                                                         | Bắc Ireland        |
| 25  | Tiền vệ  | Callum Rzonca                                                          | Anh                |
| 26  | Tiền vệ  | Ben Godfrey                                                            | Anh                |
| 29  | Tiền đạo | Emile Sinclair                                                         | Anh                |
| 30  | Tiền vệ  | Jonathan Greening                                                      | Anh                |
| 31  | Hậu vệ   | William Boyle (cho Huddersfield Town mượn đến ngày 3 tháng 1 năm 2016) | Scotland           |
| 32  | Tiền đạo | Bradley Fewster (cho Middlesbrough mượn đến cuối tháng 12 năm 2015)    | Anh                |
| 33  | Tiền vệ  | Kenny McEvoy (cho Tottenham Hotspur mượn đến ngày 2 tháng 1 năm 2016)  | Ireland            |
| 34  | Hậu vệ   | Mark Kitching (cho Middlesbrough mượn đến cuối tháng 12 năm 2015)      | Anh                |
| 35  | Hậu vệ   | Stefan O'Connor (cho Arsenal mượn đến ngày 6 tháng 1 năm 2016          | Anh                |
| 36  | Tiền vệ  | Jordan Lussey (cho Bolton Wanderers mượn đến cuối tháng 12 năm 2015)   | Anh                |
| 37  | Tiền vệ  | Danny Galbraith                                                        | Scotland           |

### Các cựu cầu thủ nổi bật
Cầu thủ của năm
| Năm     | Winner            |
| ------- | ----------------- |
| 1973–74 | Phil Burrows      |
| 1974–75 | Chris Topping     |
| 1975–76 | Micky Cave        |
| 1976–77 | Brian Pollard     |
| 1977–78 | Gordon Staniforth |
| 1978–79 | Gordon Staniforth |
| 1979–80 | Ian McDonald      |
| 1980–81 | Eddie Blackburn   |
| 1981–82 | Keith Walwyn      |
| 1982–83 | Derek Hood        |
| 1983–84 | John MacPhail     |
| 1984–85 | John MacPhail     |
| 1985–86 | Simon Mills       |
| 1986–87 | Keith Walwyn      |
| 1987–88 | Dale Banton       |
| 1988–89 | Ian Helliwell     |
| 1989–90 | Chris Marples     |

| Năm     | Winner            |
| ------- | ----------------- |
| 1990–91 | Steve Tutill      |
| 1991–92 | Jon McCarthy      |
| 1992–93 | Paul Stancliffe   |
| 1993–94 | Paul Barnes       |
| 1994–95 | Jon McCarthy      |
| 1995–96 | Andy McMillan     |
| 1996–97 | Tony Barras       |
| 1997–98 | Steve Bushell     |
| 1998–99 | Barry Jones       |
| 1999–00 | Barry Jones       |
| 2000–01 | Alan Fettis       |
| 2001–02 | Alan Fettis       |
| 2002–03 | Chris Brass       |
| 2003–04 | Darren Dunning    |
| 2004–05 | Dave Merris       |
| 2005–06 | Clayton Donaldson |
| 2006–07 | Neal Bishop       |